# 안드레아 베르크
안드레아 베르크(Andrea Berg, 1966년 1월 28일 ~ )는 독일의 가수이다.